# 普拉洛尔莫
普拉洛尔莫（義大利語：Pralormo），是意大利都灵省的一个市镇。总面积29平方公里，人口1904人，人口密度65.7人/平方公里（2009年）。ISTAT代码为001203。